# Campionati mondiali di canoa/kayak slalom 2018
I Campionati mondiali di canoa/kayak slalom 2018 sono stati la 39ª edizione della manifestazione. Si sono svolti a Rio de Janeiro, in Brasile, dal 25 settembre 30 settembre 2018.
Per la prima volta dalla sua istituzione non si è tenuta alcuna competizione nella categoria C2..

## Medagliere
| Pos.   | Paese         | Oro | Argento | Bronzo | Totale |
| ------ | ------------- | --- | ------- | ------ | ------ |
| 1      | Gran Bretagna | 2   | 3       | 2      | 7      |
| 2      | Germania      | 2   | 1       | 2      | 5      |
| 3      | Australia     | 2   | 0       | 0      | 2      |
| 4      | Francia       | 1   | 2       | 1      | 4      |
| 5      | Polonia       | 1   | 1       | 0      | 2      |
| 6      | Italia        | 1   | 0       | 0      | 1      |
| 6      | Slovacchia    | 1   | 0       | 0      | 1      |
| 6      | Brasile       | 1   | 0       | 0      | 1      |
| 9      | Rep. Ceca     | 0   | 2       | 3      | 5      |
| 10     | Paesi Bassi   | 0   | 1       | 0      | 1      |
| 10     | Slovenia      | 0   | 1       | 0      | 1      |
| 12     | Russia        | 0   | 0       | 2      | 2      |
| 13     | Argentina     | 0   | 0       | 1      | 1      |
| Totale | Totale        | 11  | 11      | 11     | 33     |

## Podi

### Uomini
| Evento        | Oro                                                                  | Perform. | Argento                                                | Perform. | Bronzo                                                 | Perform. |
| Canoa         |                                                                      |          |                                                        |          |                                                        |          |
| C-1           | Franz Anton                                                          | 97,06    | Ryan Westley                                           | 97,94    | Sideris Tasiadis                                       | 98,87    |
| C-1 a squadre | Slovacchia Matej Beňuš Alexander Slafkovský Michal Martikán          | 99,67    | Slovenia Benjamin Savšek Luka Božič Anže Berčič        | 99,95    | Gran Bretagna David Florence Adam Burgess Ryan Westley | 100,07   |
| K-1           | Hannes Aigner                                                        | 89,99    | Jiří Prskavec                                          | 90,65    | Pavel Eigel                                            | 92,17    |
| Extreme K-1   | Christian De Dionigi                                                 |          | Boris Neveu                                            |          | Thomas Bersinger                                       |          |
| K-1 a squadre | Gran Bretagna Joseph Clarke Bradley Forbes-Cryans Christopher Bowers | 92,45    | Polonia Dariusz Popiela Mateusz Polaczyk Michał Pasiut | 93,88    | Rep. Ceca Ondřej Tunka Vít Přindiš Jiří Prskavec       | 94,84    |

### Donne
| Evento        | Oro                                                          | Perform. | Argento                                                        | Perform. | Bronzo                                                      | Perform. |
| Canoa         |                                                              |          |                                                                |          |                                                             |          |
| C-1           | Jessica Fox                                                  | 109,07   | Mallory Franklin                                               | 113,85   | Tereza Fišerová                                             | 116,74   |
| C-1 a squadre | Gran Bretagna Mallory Franklin Kimberley Woods Bethan Forrow | 115,78   | Rep. Ceca Tereza Fišerová Kateřina Havlíčková Gabriela Satková | 117,34   | Francia Lucie Prioux Lucie Baudu Claire Jacquet             | 121,27   |
| Kayak         |                                                              |          |                                                                |          |                                                             |          |
| K-1           | Jessica Fox                                                  | 102,06   | Mallory Franklin                                               | 104,34   | Ricarda Funk                                                | 105,32   |
| Extreme K-1   | Ana Sátila                                                   |          | Martina Wegman                                                 |          | Polina Mukhgaleeva                                          |          |
| K-1 a squadre | Francia Lucie Baudu Marie-Zélia Lafont Camille Prigent       | 108,37   | Germania Ricarda Funk Jasmin Schornberg Lisa Fritsche          | 109,12   | Gran Bretagna Mallory Franklin Fiona Pennie Kimberley Woods | 109,36   |

### Misto
| Evento | Oro                                      | Perform. | Argento                            | Perform. | Bronzo                               | Perform. |
| Canoa  |                                          |          |                                    |          |                                      |          |
| C-2    | Polonia Marcin Pochwała Aleksandra Stach | 106,48   | Francia Yves Prigent Margaux Henry | 106,84   | Rep. Ceca Veronika Vojtová Jan Mašek | 110,25   |